# Stallingsia
Stallingsia là một chi bướm trong họ Hesperiidae.

## Loài chọn lọc
- Stallingsia jacki
- Stallingsia maculosus
- Stallingsia smithi